# Catarhoe butleri
Catarhoe butleri là một loài bướm đêm trong họ Geometridae.